# Théorie de Fermi de la désintégration β

La décroissance β^{−} dans un noyau atomique (l'antineutrino associé est omis).
En bas à droite est représentée la décroissance bêta du neutron libre.
Dans les deux processus, l'émission intermédiaire d'un boson virtuel W- (qui décroit ensuite en un électron et un antineutrino) n'est pas montrée.

En physique des particules, l'interaction de Fermi (aussi connue comme la théorie de Fermi de la désintégration β) est une explication de la radioactivité β, proposée par Enrico Fermi en 1933,,,. La théorie suppose quatre fermions interagissant directement avec les autres, en un vertex (un sommet de convergence d'actions). 
Cette interaction explique la désintégration bêta du neutron libre par un couplage direct d'un neutron avec :

1. un électron,
2. un antineutrino,
3. un proton[5]

Fermi introduisit pour la première fois ce couplage dans sa description de la désintégration bêta en 1933. L'interaction de Fermi a été le précurseur de la théorie de l'interaction faible, où l'interaction entre le proton-neutron et l'électron-antineutrino est véhiculée par un boson virtuel W−.
La théorie de Fermi est aujourd'hui englobée dans une théorie plus large, formalisée en 1968 par Sheldon Glashow, Steven Weinberg et Abdus Salam : la théorie électrofaible.

## Historique du rejet initial et de sa publication
Fermi a d'abord soumis sa théorie de la désintégration bêta à la célèbre revue Nature, qui l'a rejetée en indiquant qu'elle était « trop spéculative ». Nature admit plus tard que le rejet était l'une des plus grandes erreurs éditoriales de son histoire. Fermi soumit ensuite le papier à des publications italienne et allemande qui l'acceptèrent et le publièrent en 1933 dans ces deux langues. Nature republia tardivement, en anglais, le rapport de Fermi sur la désintégration bêta le 16 janvier 1939.
Fermi trouva le rejet initial de son papier si troublant qu'il décida de se retirer provisoirement de la physique théorique, et se tourna ainsi vers la physique expérimentale. Cela le conduisit brièvement vers son célèbre travail sur l'activation des noyaux avec des neutrons froids.

## La nature de l'interaction
L'interaction permet aussi d'expliquer la désintégration du muon via un couplage d'un muon, électron-antineutrino, muon-neutrino et électron, avec la même intensité fondamentale de l'interaction. Cette hypothèse fut avancée par Gershtein et Zeldovich et est connue comme l'hypothèse du courant vecteur conservé.
La théorie à quatre fermions de Fermi décrit remarquablement bien l'interaction faible. Cependant, la section efficace calculée grandit comme le carré de l'énergie {\displaystyle \sigma \approx G_{\rm {F}}^{2}E^{2}}, rendant invraisemblable le fait que la théorie soit valide à des énergies plus grandes qu'environ 100 GeV. La solution est de remplacer l'interaction de contact de quatre fermions par une théorie plus complète (complétion ultraviolette) — un échange d'un boson W ou Z comme expliqué par la théorie électrofaible.
Dans la théorie initiale, Fermi supposa que la forme de l'interaction est un couplage de contact de deux courants vecteurs. Par conséquent, Lee et Yang montrèrent que rien n'empêche l'apparition d'un courant axial violant la parité, ce qui fut confirmé par des expériences réalisées par Chien-Shiung Wu,.

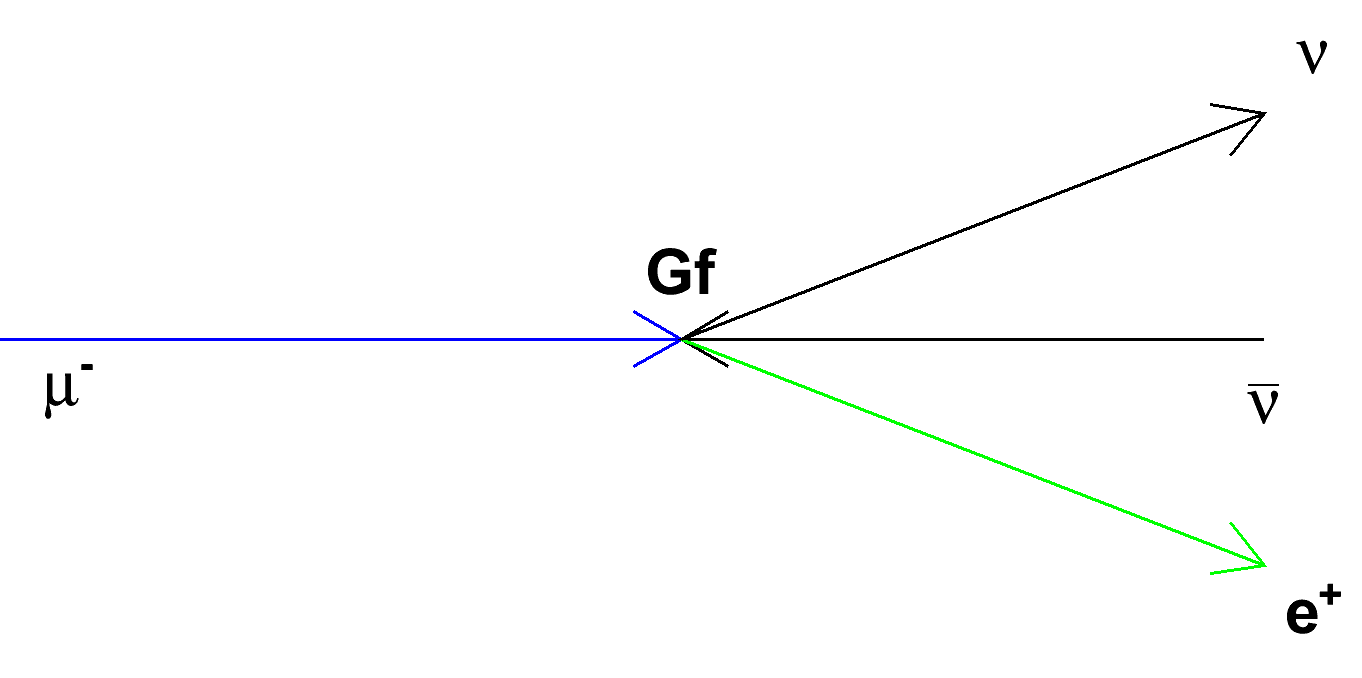
L'interaction de Fermi montrant le courant vecteur à quatre fermions, couplé à la constante de couplage de Fermi. La théorie de Fermi fut le premier effort théorique dans la description des taux de désintégrations nucléaires dans la désintégration bêta.

La prise en compte de la violation de la parité dans l'interaction de Fermi a été effectuée par George Gamow et Edward Teller dans les transitions Gamow-Teller, qui décrivent l'interaction de Fermi en termes de décroissances « permises » violant la parité et de décroissances « super permises » la conservant impliquant des états de spins de l'électron et du neutrino anti-parallèle et parallèle respectivement.
Avant l'avènement  de la théorie électrofaible et du modèle standard, George Sudarshan et Robert Marshak, et également de manière indépendante Richard Feynman et Murray Gell-Mann, furent capables de déterminer la structure tenseur correcte (vecteur moins axial vecteur, V−Ade l'interaction à quatre fermions.

## Constante de Fermi
La constante de couplage de Fermi,, dite constante de Fermi,,, est la constante de couplage,, exprimant l'intensité de l'interaction de Fermi GF. La détermination expérimentale la plus précise de la constante de Fermi provient de la mesure du temps de vie du muon, qui est inversement proportionnel au carré de GF (lorsque l'on néglige la masse du muon devant la masse du boson  W).
En formulation moderne,, :
{\displaystyle G_{\rm {F}}={\frac {\sqrt {2}}{8}}\left({\frac {g_{\rm {W}}}{m_{\rm {W}}c^{2}}}\right)^{2}\left(\hbar c\right)^{3}},
où :
- {\displaystyle g_{\rm {W}}} est la constante de couplage de l'interaction faible,
- {\displaystyle m_{\rm {W}}} est la masse du boson W qui régit la désintégration considérée,
- {\displaystyle c} est la vitesse de la lumière, et
- {\displaystyle \hbar } est la constante de Planck réduite.

La valeur recommandée de la constante est donnée par :
{\displaystyle {\frac {G_{\rm {F}}}{\left(\hbar c\right)^{3}}}=1{,}166\,378\,7(6)\times 10^{-5}\;{\textrm {GeV}}^{-2}}.
Dans le modèle standard, la constante de Fermi est liée à la valeur attendue du vide de Higgs {\displaystyle v=({\sqrt {2}}G_{\rm {F}})^{-1/2}\simeq 246.22\;{\textrm {GeV}}}.

#### Enrico Fermi
- [Fermi 1933] (it) E. Fermi, « Tentativo di una teoria dell'emissione dei raggi beta » [« Essai de théorie de l'émission des rayons bêta »], La Ricerca Scientifica, vol. 2, no 12,‎ déc. 1933, p. 491-495.
- [Fermi 1934a] (it) E. Fermi, « Tentativo di una teoria dei raggi β » [« Essai de théorie des rayons β »], Il Nuovo Cimento, vol. 11, no 1,‎ janv. 1934, p. 1-19 (DOI 10.1007/BF02959820, Bibcode 1934NCim...11....1F).
- [Fermi 1934b] (de) E. Fermi, « Versuch einer Theorie der β-Strahlen. I » [« Essai de théorie des rayons β. I »], Zeitschrift für Physik, vol. 88, nos 3-4,‎ mars 1934, p. 161-177 (DOI 10.1007/BF01351864, Bibcode 1934ZPhy...88..161F).

#### Ouvrages
- [Basdevant 2016] J.-L. Basdevant, La physique quantique et ses applications, Paris, Vuibert, coll. « LMD / Physique », août 2016, 1re éd., 1 vol., IX-421, ill., fig. et graph., 24 cm (ISBN 978-2-311-40039-7, EAN 9782311400397, OCLC 957581835, BNF 44272737, SUDOC 194834077, présentation en ligne, lire en ligne).
- [Griffiths 2008] (en) D. J. Griffiths, Introduction to elementary particles [« Introduction aux particules élémentaires »], Weinheim, Wiley-VCH, coll. « Physics textbook », août 2008, 2e éd. (1re éd. mars 1987), 1 vol., XVI-454, ill., 25 cm (ISBN 978-3-527-40601-2, EAN 9783527406012, OCLC 370167125, SUDOC 129840572, présentation en ligne, lire en ligne).
- [Leite Lopes et Escoubès 2005] J. Leite Lopes et B. Escoubès (préf. de J.-M. Lévy-Leblond), Sources et évolution de la physique quantique : textes fondateur, Les Ulis, EDP Sciences, hors coll., nov. 2005 (réimpr. en fac-sim. de l'éd. de nov. 1994), 1re éd., 1 vol., XIV-316, ill., fig., graph. et portr., 24 cm (ISBN 2-86883-815-4, EAN 9782868838155, OCLC 80146859, BNF 39987077, SUDOC 094109842, présentation en ligne, lire en ligne).
- [Mayet 2017] F. Mayet, Physique nucléaire appliquée, Louvain-la-Neuve, De Boeck Sup., coll. « LMD / Physique », mai 2017, 2e éd. (1re éd. mars 2015), 1 vol., 204, ill. et graph., 24 cm (ISBN 978-2-8073-1351-4, EAN 9782807313514, OCLC 990185068, BNF 45295016, SUDOC 201847973, présentation en ligne, lire en ligne).
- [Taillet, Villain et Febvre 2018] R. Taillet, L. Villain et P. Febvre, Dictionnaire de physique, Louvain-la-Neuve, De Boeck Sup., hors coll., janv. 2018, 4e éd. (1re éd. mai 2008), 1 vol., X-956, ill. et fig., 24 cm (ISBN 978-2-8073-0744-5, EAN 9782807307445, OCLC 1022951339, SUDOC 224228161, présentation en ligne, lire en ligne).

#### Articles
- [Chitwood et al. 2007] (en) D. B. Chitwood et al. (MuLan), « Improved measurement of the positive muon lifetime and determination of the Fermi constant » [« Meilleure mesure de la durée de vie du muon positif et détermination de la constante de Fermi »], Phys. Rev. Lett., vol. 99, no 3,‎ juill. 2007, p. 1re part., art. no 3, id. 032001 (DOI 10.1103/PhysRevLett.99.032001, Bibcode 2007PhRvL..99c2001C, arXiv 0704.1981, résumé).

- [Leblond 2013] J.-M. Lévy-Leblond (trad. de T. Useche Sandoval), « Sur la nature conceptuelle des constantes physiques », Cah. philos., no 135 : « Mesurer »,‎ 4e trim. 2013, p. 3e part., art. unique, p. 92-112 (DOI 10.3917/caph.135.0092, résumé, lire en ligne).